# Eupelmus momphae
Eupelmus momphae är en stekelart som beskrevs av Charles Joseph Gahan 1910. Eupelmus momphae ingår i släktet Eupelmus och familjen hoppglanssteklar. Inga underarter finns listade i Catalogue of Life.